# Coryn Labecky
Coryn Rivera (Cypress, Califòrnia, 26 d'agost de 1992) és una ciclista estatunidenca professional des del 2010 i fins al 2024. Entre altres victòries ha guanyat el nacional de ruta estatunidenc, al Giro d'Itàlia o el Tour de Flandes.

## Palmarès en carretera
- 2009
  -  Campiona dels Estats Units júnior en ruta
- 2010
  -  Campiona dels Estats Units júnior en ruta
  -  Campiona dels Estats Units júnior en contrarellotge
- 2011
  - Vencedora d'una etapa al Tour féminin en Limousin
- 2014
  -  Campiona dels Estats Units en critèrium
  - Vencedora de 2 etapes al North Star Grand Prix
- 2015
  - Vencedora d'una etapa a la Joe Martin Stage Race
  - Vencedora d'una etapa a la Volta a Turíngia
  - Vencedora de 2 etapes al Redlands Bicycle Classic
  - Vencedora d'una etapa a l'USA Pro Challenge
- 2016
  - 1a al Joe Martin Stage Race i vencedora de 2 etapes
  - Vencedora d'una etapa al Tour de San Luis
  - Vencedora d'una etapa a la Volta a Turíngia
  - Vencedora d'una etapa al North Star Grand Prix
- 2017
  -  Campiona del món en contrarellotge per equips
  - 1a al Trofeu Alfredo Binda
  - 1a al Tour de Flandes
  - 1a a la RideLondon-Classique
  - Vencedora d'una etapa a la Volta a Califòrnia
- 2018
  -  Campiona dels Estats Units de ciclisme en ruta
  - 1r al The Women's Tour i vencedor d'una etapa
  - Vencedora de 2 etapes a la Volta a Turíngia
- 2021
  - Vencedora d'una etapa al Giro d'Itàlia

### Resultats a les Grans Voltes

#### Giro d'Itàlia
- 2014 : 97a
- 2017 : 47a
- 2020 : 46a
- 2021 : 25a, vencedora de la 10a etapa

#### Tour de França
- 2023 : 103a

#### Vuelta a Espanya
- 2023 : 112a